# Bni Hassane
Bni Hassane (en àrab بني حسن, Banī Ḥassan; en amazic ⴱⵏⵉ ⵃⵙⵙⴰⵏ) és una comuna rural de la província d'Azilal, a la regió de Béni Mellal-Khénifra, al Marroc. Segons el cens de 2014 tenia una població total de 12.077 persones.